# Ліга чемпіонів УЄФА 2019—2020
Ліга чемпіонів УЄФА 2019—2020 — 65-й турнір між найкращими клубами європейських країн і 28-й в теперішньому форматі. Фінал відбувся на стадіоні «Да Луж» у Лісабоні.
Система відеоасистента арбітра (VAR) буде використовуватися починаючи зі стадії кваліфікаційного раунду плей-оф.

## Розподіл асоціацій
У Лізі чемпіонів 2019—2020 братимуть участь 79 команд з 54 асоціацій, що входять до УЄФА (Ліхтенштейн не проводить власний чемпіонат). Асоціації розподіляються по місцях згідно з їхнім рейтингом у таблиці коефіцієнтів УЄФА наступним чином:
- Асоціації, що займають 1-4 місця, представлені чотирма командами.
- Асоціації, що займають 5-6 місця, представлені трьома командами.
- Асоціації, що займають 7-15 місця, представлені двома командами.
- Асоціації, що займають 16-55 місця, представлені однією командою (окрім Ліхтенштейну).
- Переможці Ліги чемпіонів УЄФА 2018—2019 та Ліги Європи УЄФА 2018—2019 отримають додаткове місце, якщо вони не завоюють права виступу в Лізі чемпіонів УЄФА у змаганнях своєї асоціації.

### Рейтинг асоціацій
Для Ліги чемпіонів УЄФА 2019—2020, асоціації отримують квоти відповідно до їх коефіцієнтів в рейтингу країни УЄФА, який бере до уваги їх здобутки в єврокубках з 2013—2014 до 2017—2018 років.
| Рейтинг | Асоціація  | Коеф.   | Команди |
| ------- | ---------- | ------- | ------- |
| 1       | Іспанія    | 106.998 | 4       |
| 2       | Англія     | 79.605  | 4       |
| 3       | Італія     | 76.249  | 4       |
| 4       | Німеччина  | 71.427  | 4       |
| 5       | Франція    | 56.415  | 3       |
| 6       | Росія      | 53.382  | 3       |
| 7       | Португалія | 47.248  | 2       |
| 8       | Україна    | 41.133  | 2       |
| 9       | Бельгія    | 38.500  | 2       |
| 10      | Туреччина  | 35.800  | 2       |
| 11      | Австрія    | 32.850  | 2       |
| 12      | Швейцарія  | 30.200  | 2       |
| 13      | Чехія      | 30.175  | 2       |
| 14      | Нідерланди | 29.749  | 2       |
| 15      | Греція     | 28.600  | 2       |
| 16      | Хорватія   | 26.000  | 1       |
| 17      | Данія      | 25.950  | 1       |
| 18      | Ізраїль    | 21.750  | 1       |
| 19      | Кіпр       | 21.550  | 1       |

| Рейтинг | Асоціація   | Коеф.  | Команди |
| ------- | ----------- | ------ | ------- |
| 20      | Румунія     | 20.450 | 1       |
| 21      | Польща      | 20.125 | 1       |
| 22      | Швеція      | 19.975 | 1       |
| 23      | Азербайджан | 19.125 | 1       |
| 24      | Болгарія    | 19.125 | 1       |
| 25      | Сербія      | 18.750 | 1       |
| 26      | Шотландія   | 18.625 | 1       |
| 27      | Білорусь    | 18.625 | 1       |
| 28      | Казахстан   | 18.125 | 1       |
| 29      | Норвегія    | 17.425 | 1       |
| 30      | Словенія    | 14.500 | 1       |
| 31      | Ліхтенштейн | 13.000 | 0       |
| 32      | Словаччина  | 12.125 | 1       |
| 33      | Молдова     | 10.000 | 1       |
| 34      | Албанія     | 8.500  | 1       |
| 35      | Ісландія    | 8.250  | 1       |
| 36      | Угорщина    | 8.125  | 1       |
| 37      | Македонія   | 7.500  | 1       |

| Рейтинг | Асоціація            | Коеф. | Команди |
| ------- | -------------------- | ----- | ------- |
| 38      | Фінляндія            | 6.900 | 1       |
| 39      | Ірландія             | 6.700 | 1       |
| 40      | Боснія і Герцеговина | 6.625 | 1       |
| 41      | Латвія               | 5.625 | 1       |
| 42      | Естонія              | 5.500 | 1       |
| 43      | Литва                | 5.375 | 1       |
| 44      | Чорногорія           | 5.000 | 1       |
| 45      | Грузія               | 5.000 | 1       |
| 46      | Вірменія             | 4.875 | 1       |
| 47      | Мальта               | 4.500 | 1       |
| 48      | Люксембург           | 4.375 | 1       |
| 49      | Північна Ірландія    | 4.250 | 1       |
| 50      | Уельс                | 3.875 | 1       |
| 51      | Фарерські острови    | 3.750 | 1       |
| 52      | Гібралтар            | 3.000 | 1       |
| 53      | Андорра              | 1.331 | 1       |
| 54      | Сан-Марино           | 0.499 | 1       |
| 55      | Косово               | 0.000 | 1       |

### Розподіл за раундами
Наведена нижче таблиця показує список квот за замовчуванням.
|                                          |                                          | Команди, що починають боротьбу з раунду | Команди, що вийшли з попереднього раунду                                                            |
| ---------------------------------------- | ---------------------------------------- | --- | --------------------------------------------------------------------------------------------------- |
| Попередній раунд (4 команди)             | Попередній раунд (4 команди)             | - 4 чемпіони з асоціацій 52-55 | |
| Перший кваліфікаційний раунд (32 команд) | Перший кваліфікаційний раунд (32 команд) | - 31 чемпіон з асоціацій 20-51 (окрім Ліхтенштейну) | - 1 переможець попереднього раунду                                                                  |
| Другий кваліфікаційний раунд             | Чемпіони (20 команд)                     | - 4 чемпіони з асоціацій 16-19 | - 16 переможців першого кваліфікаційного раунду                                                     |
| Другий кваліфікаційний раунд             | Нечемпіони (4 команд)                    | - 4 команди, що посіли другі місця в асоціаціях 12-15 | |
| Третій кваліфікаційний раунд             | Чемпіони (12 команд)                     | - 2 чемпіони з асоціацій 14-15 | - 10 переможців другого кваліфікаційного раунду чемпіонів                                           |
| Третій кваліфікаційний раунд             | Нечемпіони (8 команд)                    | - 5 команд, що посіли другі місця в асоціаціях 7-11 - 1 команда, що посіла третє місце в асоціаціях 6                                                                                         | - 2 переможці другого кваліфікаційного раунду нечемпіонів                                           |
| Кваліфікаційний плей-оф                  | Чемпіони (8 команд)                      | - 2 чемпіони з асоціацій 12-13 | - 6 переможців третього кваліфікаційного раунду чемпіонів                                           |
| Кваліфікаційний плей-оф                  | Нечемпіони (4 команд)                    | | - 4 переможці третього кваліфікаційного раунду нечемпіонів                                          |
| Груповий турнір (32 команди)             | Груповий турнір (32 команди)             | - 11 чемпіонів з асоціацій 1-11 - 6 команд, що посіли другі місця у асоціаціях 1-6 - 5 команди, що посіли треті місця у асоціаціях 1-5 - 4 команди, що посіли четверті місця у асоціаціях 1-4 | - 4 переможці кваліфікаційного плей-оф чемпіонів - 2 переможці кваліфікаційного плей-оф нечемпіонів |
| Плей-оф (16 команд)                      | Плей-оф (16 команд)                      | | - 8 переможців груп з групового турніру - 8 команд, що посіли в групах другі місця                  |

Якщо переможець Ліги чемпіонів/Ліги Європи попереднього сезону потрапляє до змагання напряму зі свого національного турніру, передбачаються зміни у квотах. У будь-якому з варіантів, коли місце залишається вільним, команди з асоціацій з найбільшим рейтингом в попередніх раундах автоматично потрапляють в наступні раунди за розподілом:
- Квоти передбачають місце у груповому етапі для переможця Ліги чемпіонів попереднього сезону. Проте оскільки переможець (Ліверпуль) потрапив до змагання з національного чемпіонату (2-е місце в АПЛ 2018—19), внесено наступні зміни:
  - Чемпіон асоціації 11 (Австрія) потрапляє до групового турніру замість плей-оф.
  - Чемпіон асоціації 13 (Чехія) потрапляє до кваліфікаційного плей-оф замість третього кваліфікаційного раунду.
  - Чемпіон асоціації 15 (Греція) потрапляє до третього кваліфікаційного раунду замість другого.
  - Чемпіони асоціацій 18 та 19 (Ізраїль та Кіпр) потрапляють до другого кваліфікаційного раунду замість першого.

- Квоти передбачають місце у груповому етапі для переможця Ліги Європи попереднього сезону. Проте оскільки переможець (Челсі) потрапив до змагання з національного чемпіонату (3-є місце в АПЛ 2018—19), внесено наступні зміни:
  - 3-є місце асоціації 5 (Франція) потрапляє до групового турніру замість третього кваліфікаційного раунду.
  - 2-е місце асоціацій 10 та 11 (Туреччина та Австрія) потрапляють до третього кваліфікаційного раунду замість другого.

### Список учасників
В дужках вказані місця, які команди посіли в національних чемпіонатах попереднього сезону (ЛЧ: переможець попереднього сезону Ліги чемпіонів; ЛЄ: переможець попереднього сезону Ліги Європи).
| Барселона (1-е)      | Тоттенгем Готспур (4-е)   | РБ Лейпциг (3-є)      | Бенфіка (1-е)     |
| Атлетіко (2-е)       | Ювентус (1-е)             | Баєр 04 (4-е)         | Шахтар (1-е)      |
| Реал Мадрид (3-є)    | Наполі (2-е)              | Парі Сен-Жермен (1-е) | Генк (1-е)        |
| Валенсія (4-е)       | Аталанта (3-є)            | Лілль (2-е)           | Галатасарай (1-е) |
| Манчестер Сіті (1-е) | Інтер (4-е)               | Ліон (3-є)            | Ред Булл (1-е)    |
| Ліверпуль (2-е) ЛЧ   | Баварія (1-е)             | Зеніт (1-е)           |                   |
| Челсі (3-є) ЛЄ       | Боруссія (Дортмунд) (2-е) | Локомотив (2-е)       |                   |

| Шлях чемпіонів | Шлях чемпіонів | Шлях нечемпіонів | Шлях нечемпіонів |
| -------------- | -------------- | ---------------- | ---------------- |
| Янг Бойз (1-е) | Славія (1-е)   |                  |                  |

| Шлях чемпіонів | Шлях чемпіонів | Шлях нечемпіонів | Шлях нечемпіонів          |
| -------------- | -------------- | ---------------- | ------------------------- |
| Аякс (1-е)     | ПАОК (1-е)     | Краснодар (3-є)  | Брюгге (2-е)              |
|                |                | Порту (2-е)      | Істанбул Башакшехір (2-е) |
| Динамо (2-е)   | ЛАСК (2-е)     |                  |                           |

| Шлях чемпіонів   | Шлях чемпіонів            | Шлях нечемпіонів | Шлях нечемпіонів         |
| ---------------- | ------------------------- | ---------------- | ------------------------ |
| Динамо (1-е)     | Маккабі (Тель-Авів) (1-е) | Базель (2-е)     | ПСВ (2-е)                |
| Копенгаген (1-е) | АПОЕЛ (1-е)               | Вікторія (2-е)   | Олімпіакос (Пірей) (2-е) |

| Клуж (1-е)          | Астана (1-е)              | Шкендія (1-е)     | Сабуртало (1-е)       |
| П'яст (1-е)         | Русенборг (1-е)           | ГІК (1-е)         | Арарат-Вірменія (1-е) |
| АІК (1-е)           | Марибор (1-е)             | Дандолк (1-е)     | Валетта (1-е)         |
| Карабах (1-е)       | Слован (Братислава) (1-е) | Сараєво (1-е)     | Ф91 Дюделанж (1-е)    |
| Лудогорець (1-е)    | Шериф (1-е)               | Рига (1-е)        | Лінфілд (1-е)         |
| Црвена Звезда (1-е) | Партизані (1-е)           | Нимме Калью (1-е) | Нью-Сейнтс (1-е)      |
| Селтік (1-е)        | Валюр (1-е)               | Судува (1-е)      | ГБ Торсгавн (1-е)     |
| БАТЕ (1-е)          | Ференцварош (1-е)         | Сутьєска (1-е)    |                       |

| Лінкольн Ред Імпс (1-е) | ФК Санта-Колома (1-е) | Тре Пенне (1-е) | Феронікелі (1-е) |

## Розклад матчів і жеребкувань
Всі жеребкування пройдуть у штаб-квартирі УЄФА в Ньйоні, Швейцарія, якщо не вказано інше):
| Фаза            | Раунд                        | Жеребкування            | Перший матч                                     | Матч-відповідь                                  |
| --------------- | ---------------------------- | ----------------------- | ----------------------------------------------- | ----------------------------------------------- |
| Кваліфікація    | Попередній раунд             | 11 червня 2019          | 25 червня 2019 (півфінальний раунд)             | 28 червня 2019 (фінальний раунд)                |
| Кваліфікація    | Перший кваліфікаційний раунд | 18 червня 2019          | 9–10 липня 2019                                 | 16–17 липня 2019                                |
| Кваліфікація    | Другий кваліфікаційний раунд | 19 червня 2019          | 23–24 липня 2019                                | 30–31 липня 2019                                |
| Кваліфікація    | Третій кваліфікаційний раунд | 22 липня 2019           | 6–7 серпня 2019                                 | 13 серпня 2019                                  |
| Раунд плей-оф   | Раунд плей-оф                | 5 серпня 2019           | 20–21 серпня 2019                               | 27–28 серпня 2019                               |
| Груповий турнір | Тур 1                        | 29 серпня 2019 (Монако) | 17–18 вересня 2019                              | 17–18 вересня 2019                              |
| Груповий турнір | Тур 2                        | 29 серпня 2019 (Монако) | 1–2 жовтня 2019                                 | 1–2 жовтня 2019                                 |
| Груповий турнір | Тур 3                        | 29 серпня 2019 (Монако) | 22–23 жовтня 2019                               | 22–23 жовтня 2019                               |
| Груповий турнір | Тур 4                        | 29 серпня 2019 (Монако) | 5–6 листопада 2019                              | 5–6 листопада 2019                              |
| Груповий турнір | Тур 5                        | 29 серпня 2019 (Монако) | 26–27 листопада 2019                            | 26–27 листопада 2019                            |
| Груповий турнір | Тур 6                        | 29 серпня 2019 (Монако) | 10–11 грудня 2019                               | 10–11 грудня 2019                               |
| Плей-оф         | 1/8                          | 16 грудня 2019          | 18–19 та 25–26 лютого 2020                      | 10–11 та 17–18 березня 2020                     |
| Плей-оф         | Чвертьфінал                  | 20 березня 2020         | 7–8 квітня 2020                                 | 14–15 квітня 2020                               |
| Плей-оф         | Півфінал                     | 20 березня 2020         | 28–29 квітня 2020                               | 5–6 травня 2020                                 |
| Плей-оф         | Фінал                        | 20 березня 2020         | 30 травня 2020 на стадіоні «Ататюрк» у Стамбулі | 30 травня 2020 на стадіоні «Ататюрк» у Стамбулі |

## Кваліфікація
У кваліфікаційних раундах і плей-оф команди розподіляються на сіяні та несіяні відповідно до їхніх клубних коефіцієнтів — 2019, за якими проводиться жеребкування, що розподіляє пари у двоматчевому протистоянні.

### Попередній раунд
Жеребкування відбулося 11 червня 2019 року. Півфінальні матчі відбулися 25 червня 2019 року, фінал — 28 червня 2019 року. Всі матчі цього раунду проходили на стадіоні «Фаділь Вокрі» у Приштині, Косово.
Команди, які програли в півфінальному та фінальному раунді, потрапили до другого кваліфікаційного раунду Ліги Європи УЄФА 2019—2020.
| Команда 1          | Рахунок            | Команда 2          |
| Півфінальний раунд | Півфінальний раунд | Півфінальний раунд |
| ------------------ | ------------------ | ------------------ |
| Феронікелі         | 1:0                | Лінкольн Ред Імпс  |
| Тре Пенне          | 0:1                | ФК Санта-Колома    |
| Фінальний раунд    |                    |                    |
| Феронікелі         | 2:1                | ФК Санта-Колома    |

### Перший кваліфікаційний раунд
Жеребкування відбулося 18 червня 2019 року. Перші матчі відбулися 9-10 липня 2019 року, матчі-відповіді — 16-17 липня 2019 року.
| Команда 1           | Заг.           | Команда 2     | 1-й матч | 2-й матч |
| ------------------- | -------------- | ------------- | -------- | -------- |
| Нимме Калью         | 2:2 (ч)        | Шкендія       | 0:1      | 2:1      |
| Судува              | 1:2            | Црвена Звезда | 0:0      | 1:2      |
| Арарат-Вірменія     | 3:4            | АІК           | 2:1      | 1:3      |
| Астана              | 2:3            | Клуж          | 1:0      | 1:3      |
| Ференцварош         | 5:3            | Лудогорець    | 2:1      | 3:2      |
| Партизані           | 0:2            | Карабах       | 0:0      | 0:2      |
| Слован (Братислава) | 2:2 (пен. 2:3) | Сутьєска      | 1:1      | 1:1      |
| Сараєво             | 2:5            | Селтік        | 1:3      | 1:2      |
| Шериф               | 3:4            | Сабуртало     | 0:3      | 3:1      |
| Ф91 Дюделанж        | 3:3 (ч)        | Валетта       | 2:2      | 1:1      |
| Лінфілд             | 0:6            | Русенборг     | 0:2      | 0:4      |
| Валюр               | 0:5            | Марибор       | 0:3      | 0:2      |
| Дандолк             | 0:0 (пен. 5:4) | Рига          | 0:0      | 0:0      |
| Нью-Сейнтс          | 3:2            | Феронікелі    | 2:2      | 1:0      |
| ГІК                 | 5:2            | ГБ Торсгавн   | 3:0      | 2:2      |
| БАТЕ                | 3:2            | П'яст         | 1:1      | 2:1      |

### Другий кваліфікаційний раунд
Другий кваліфікаційний раунд розділений на 2-а шляха: шлях чемпіонів (для переможців національних турнірів) та шлях нечемпіонів (для команд, які посіли 2-е та нижче місця у національних турнірах).
Жеребкування відбулося 19 червня 2019 року. Перші матчі відбулися 23-24 липня 2019 року, матчі-відповіді — 30-31 липня 2019 року.
| Команда 1     | Заг.    | Команда 2           | 1-й матч | 2-й матч |
| ------------- | ------- | ------------------- | -------- | -------- |
| Клуж          | 3:2     | Маккабі (Тель-Авів) | 1:0      | 2:2      |
| БАТЕ          | 2:3     | Русенборг           | 2:1      | 0:2      |
| Нью-Сейнтс    | 0:3     | Копенгаген          | 0:2      | 0:1      |
| Ференцварош   | 4:2     | Валетта             | 3:1      | 1:1      |
| Дандолк       | 1:4     | Карабах             | 1:1      | 0:3      |
| Сабуртало     | 0:5     | Динамо              | 0:2      | 0:3      |
| Селтік        | 7:0     | Нимме Калью         | 5:0      | 2:0      |
| Црвена Звезда | 3:2     | ГІК                 | 2:0      | 1:2      |
| Сутьєска      | 0:4     | АПОЕЛ               | 0:1      | 0:3      |
| Марибор       | 4:4 (ч) | AIK                 | 2:1      | 2:3 (дч) |

| Команда 1 | Заг.    | Команда 2          | 1-й матч | 2-й матч |
| --------- | ------- | ------------------ | -------- | -------- |
| Вікторія  | 0:4     | Олімпіакос (Пірей) | 0:0      | 0:4      |
| ПСВ       | 4:4 (ч) | Базель             | 3:2      | 1:2      |

### Третій кваліфікаційний раунд
Жеребкування відбулося 22 липня 2019 року. Перші матчі відбулися 6-7 серпня 2019 року, матчі-відповіді — 13 серпня 2019 року.
Команди, які програли в цьому раунді в шляху нечемпіонів, потрапляють не в раунд плей-оф, а одразу в груповий етап Ліги Європи УЄФА.
| Команда 1     | Заг.           | Команда 2   | 1-й матч | 2-й матч |
| ------------- | -------------- | ----------- | -------- | -------- |
| Клуж          | 5:4            | Селтік      | 1:1      | 4:3      |
| АПОЕЛ         | 3:2            | Карабах     | 1:2      | 2:0      |
| ПАОК          | 4:5            | Аякс        | 2:2      | 2:3      |
| Динамо        | 5:1            | Ференцварош | 1:1      | 4:0      |
| Црвена Звезда | 2:2 (пен. 7:6) | Копенгаген  | 1:1      | 1:1      |
| Марибор       | 2:6            | Русенборг   | 1:3      | 1:3      |

| Команда 1           | Заг.    | Команда 2          | 1-й матч | 2-й матч |
| ------------------- | ------- | ------------------ | -------- | -------- |
| Істанбул Башакшехір | 0:3     | Олімпіакос (Пірей) | 0:1      | 0:2      |
| Краснодар           | 3:3 (ч) | Порту              | 0:1      | 3:2      |
| Брюгге              | 4:3     | Динамо             | 1:0      | 3:3      |
| Базель              | 2:5     | ЛАСК               | 1:2      | 1:3      |

## Раунд плей-оф
Жеребкування відбулося 5 серпня 2019 року. Перші матчі відбулися 20-21 серпня 2019 року, матчі-відповіді — 27-28 серпня 2019 року.
| Команда 1 | Заг.    | Команда 2     | 1-й матч | 2-й матч |
| --------- | ------- | ------------- | -------- | -------- |
| Динамо    | 3:1     | Русенборг     | 2:0      | 1:1      |
| Клуж      | 0:2     | Славія        | 0:1      | 0:1      |
| Янг Бойз  | 3:3 (ч) | Црвена Звезда | 2:2      | 1:1      |
| АПОЕЛ     | 0:2     | Аякс          | 0:0      | 0:2      |

| Команда 1          | Заг. | Команда 2 | 1-й матч | 2-й матч |
| ------------------ | ---- | --------- | -------- | -------- |
| ЛАСК               | 1:3  | Брюгге    | 0:1      | 1:2      |
| Олімпіакос (Пірей) | 6:1  | Краснодар | 4:0      | 2:1      |

## Груповий етап
Жеребкування відбулося 29 серпня 2019 року в «Грімальді-Форум» у Монако. 32 команди за результатами жеребкування поділені на 8 груп по 4 команди в кожній з обмеженням, що в одній групі не може опинитися більше однієї команди з однієї країни. Для жеребкування команди були розподілені на 4 кошика по 8 команд:
- 1-й кошик містить переможців Ліги чемпіонів та Ліги Європи, а також чемпіонів асоціацій 1-6. Якщо переможець ЛЧ чи ЛЄ також є чемпіонами однієї з цих шести асоціацій, вільні місця займають чемпіони наступних асоціації (7 та 8).
- 2-й, 3-й та 4-й кошики містили решту команд в залежності від їх клубного коефіцієнту УЄФА за 2019 рік.

У кожній групі команди грали одна з одною по 2 матчі: вдома та на виїзді (за круговою системою). Команди, що посіли перше та друге місця вийшли до плей-оф. Команди, що посіли треті місця вибули до плей-оф Ліги Європи УЄФА.
Команди з 16 країн представлені в груповому етапі. Аталанта дебютує на стадії групового етапу Ліги чемпіонів.

### Група A
| Поз | Команда         | І | В | Н | П | ГЗ | ГП | РГ  | О  | Кваліфікація          |  | ПСЖ | РЕА | БРЮ | ГАЛ |
| --- | --------------- | - | - | - | - | -- | -- | --- | -- | --------------------- |  | --- | --- | --- | --- |
| 1   | Парі Сен-Жермен | 6 | 5 | 1 | 0 | 17 | 2  | +15 | 16 | Вихід в 1/8 фіналу    |  | —   | 3:0 | 1:0 | 5:0 |
| 2   | Реал Мадрид     | 6 | 3 | 2 | 1 | 14 | 8  | +6  | 11 | Вихід в 1/8 фіналу    |  | 2:2 | —   | 2:2 | 6:0 |
| 3   | Брюгге          | 6 | 0 | 3 | 3 | 4  | 12 | −8  | 3  | Перехід в Лігу Європи |  | 0:5 | 1:3 | —   | 0:0 |
| 4   | Галатасарай     | 6 | 0 | 2 | 4 | 1  | 14 | −13 | 2  |                       |  | 0:1 | 0:1 | 1:1 | —   |

### Група B
| Поз | Команда            | І | В | Н | П | ГЗ | ГП | РГ  | О  | Кваліфікація          |  | БАВ | ТОТ | ОЛІ | ЦРВ |
| --- | ------------------ | - | - | - | - | -- | -- | --- | -- | --------------------- |  | --- | --- | --- | --- |
| 1   | Баварія            | 6 | 6 | 0 | 0 | 24 | 5  | +19 | 18 | Вихід в 1/8 фіналу    |  | —   | 3:1 | 2:0 | 3:0 |
| 2   | Тоттенгем Готспур  | 6 | 3 | 1 | 2 | 18 | 14 | +4  | 10 | Вихід в 1/8 фіналу    |  | 2:7 | —   | 4:2 | 5:0 |
| 3   | Олімпіакос (Пірей) | 6 | 1 | 1 | 4 | 8  | 14 | −6  | 4  | Перехід в Лігу Європи |  | 2:3 | 2:2 | —   | 1:0 |
| 4   | Црвена Звезда      | 6 | 1 | 0 | 5 | 3  | 20 | −17 | 3  |                       |  | 0:6 | 0:4 | 3:1 | —   |

### Група C
| Поз | Команда        | І | В | Н | П | ГЗ | ГП | РГ  | О  | Кваліфікація          |  | МСІ | АТА | ШАХ | ДЗГ |
| --- | -------------- | - | - | - | - | -- | -- | --- | -- | --------------------- |  | --- | --- | --- | --- |
| 1   | Манчестер Сіті | 6 | 4 | 2 | 0 | 16 | 4  | +12 | 14 | Вихід в 1/8 фіналу    |  | —   | 5:1 | 1:1 | 2:0 |
| 2   | Аталанта       | 6 | 2 | 1 | 3 | 8  | 12 | −4  | 7  | Вихід в 1/8 фіналу    |  | 1:1 | —   | 1:2 | 2:0 |
| 3   | Шахтар         | 6 | 1 | 3 | 2 | 8  | 13 | −5  | 6  | Перехід в Лігу Європи |  | 0:3 | 0:3 | —   | 2:2 |
| 4   | Динамо         | 6 | 1 | 2 | 3 | 10 | 13 | −3  | 5  |                       |  | 1:4 | 4:0 | 3:3 | —   |

### Група D
| Поз | Команда   | І | В | Н | П | ГЗ | ГП | РГ | О  | Кваліфікація          |  | ЮВЕ | АТЛ | БАЄ | ЛОК |
| --- | --------- | - | - | - | - | -- | -- | -- | -- | --------------------- |  | --- | --- | --- | --- |
| 1   | Ювентус   | 6 | 5 | 1 | 0 | 12 | 4  | +8 | 16 | Вихід в 1/8 фіналу    |  | —   | 1:0 | 3:0 | 2:1 |
| 2   | Атлетіко  | 6 | 3 | 1 | 2 | 8  | 5  | +3 | 10 | Вихід в 1/8 фіналу    |  | 2:2 | —   | 1:0 | 2:0 |
| 3   | Баєр 04   | 6 | 2 | 0 | 4 | 5  | 9  | −4 | 6  | Перехід в Лігу Європи |  | 0:2 | 2:1 | —   | 1:2 |
| 4   | Локомотив | 6 | 1 | 0 | 5 | 4  | 11 | −7 | 3  |                       |  | 1:2 | 0:2 | 0:2 | —   |

### Група E
| Поз | Команда   | І | В | Н | П | ГЗ | ГП | РГ  | О  | Кваліфікація          |  | ЛІВ | НАП | РБУ | ГЕН |
| --- | --------- | - | - | - | - | -- | -- | --- | -- | --------------------- |  | --- | --- | --- | --- |
| 1   | Ліверпуль | 6 | 4 | 1 | 1 | 13 | 8  | +5  | 13 | Вихід в 1/8 фіналу    |  | —   | 1:1 | 4:3 | 2:1 |
| 2   | Наполі    | 6 | 3 | 3 | 0 | 11 | 4  | +7  | 12 | Вихід в 1/8 фіналу    |  | 2:0 | —   | 1:1 | 4:0 |
| 3   | Ред Булл  | 6 | 2 | 1 | 3 | 16 | 13 | +3  | 7  | Перехід в Лігу Європи |  | 0:2 | 2:3 | —   | 6:2 |
| 4   | Генк      | 6 | 0 | 1 | 5 | 5  | 20 | −15 | 1  |                       |  | 1:4 | 0:0 | 1:4 | —   |

### Група F
| Поз | Команда             | І | В | Н | П | ГЗ | ГП | РГ | О  | Кваліфікація          |  | БАР | БОР | ІНТ | СЛА |
| --- | ------------------- | - | - | - | - | -- | -- | -- | -- | --------------------- |  | --- | --- | --- | --- |
| 1   | Барселона           | 6 | 4 | 2 | 0 | 9  | 4  | +5 | 14 | Вихід в 1/8 фіналу    |  | —   | 3:1 | 2:1 | 0:0 |
| 2   | Боруссія (Дортмунд) | 6 | 3 | 1 | 2 | 8  | 8  | 0  | 10 | Вихід в 1/8 фіналу    |  | 0:0 | —   | 3:2 | 2:1 |
| 3   | Інтер               | 6 | 2 | 1 | 3 | 10 | 9  | +1 | 7  | Перехід в Лігу Європи |  | 1:2 | 2:0 | —   | 1:1 |
| 4   | Славія              | 6 | 0 | 2 | 4 | 4  | 10 | −6 | 2  |                       |  | 1:2 | 0:2 | 1:3 | —   |

### Група G
| Поз | Команда    | І | В | Н | П | ГЗ | ГП | РГ | О  | Кваліфікація          |  | ЛЕЙ | ЛІО | БЕН | ЗЕН |
| --- | ---------- | - | - | - | - | -- | -- | -- | -- | --------------------- |  | --- | --- | --- | --- |
| 1   | РБ Лейпциг | 6 | 3 | 2 | 1 | 10 | 8  | +2 | 11 | Вихід в 1/8 фіналу    |  | —   | 0:2 | 2:2 | 2:1 |
| 2   | Ліон       | 6 | 2 | 2 | 2 | 9  | 8  | +1 | 8  | Вихід в 1/8 фіналу    |  | 2:2 | —   | 3:1 | 1:1 |
| 3   | Бенфіка    | 6 | 2 | 1 | 3 | 10 | 11 | −1 | 7  | Перехід в Лігу Європи |  | 1:2 | 2:1 | —   | 3:0 |
| 4   | Зеніт      | 6 | 2 | 1 | 3 | 7  | 9  | −2 | 7  |                       |  | 0:2 | 2:0 | 3:1 | —   |

1. 1 2  Однакова кількість очок в матчах між собою (по 3). Різниця голів в матчах між собою: Бенфіка +1, Зеніт −1.

### Група H
| Поз | Команда  | І | В | Н | П | ГЗ | ГП | РГ  | О  | Кваліфікація          |  | ВАЛ | ЧЕЛ | АЯК | ЛІЛ |
| --- | -------- | - | - | - | - | -- | -- | --- | -- | --------------------- |  | --- | --- | --- | --- |
| 1   | Валенсія | 6 | 3 | 2 | 1 | 9  | 7  | +2  | 11 | Вихід в 1/8 фіналу    |  | —   | 2:2 | 0:3 | 4:1 |
| 2   | Челсі    | 6 | 3 | 2 | 1 | 11 | 9  | +2  | 11 | Вихід в 1/8 фіналу    |  | 0:1 | —   | 4:4 | 2:1 |
| 3   | Аякс     | 6 | 3 | 1 | 2 | 12 | 6  | +6  | 10 | Перехід в Лігу Європи |  | 0:1 | 0:1 | —   | 3:0 |
| 4   | Лілль    | 6 | 0 | 1 | 5 | 4  | 14 | −10 | 1  |                       |  | 1:1 | 1:2 | 0:2 | —   |

1. 1 2  Очки в матчах між собою: Валенсія 4, Челсі 1.

## Плей-оф
У плей-оф команди грають із суперниками по два матчі (вдома та на виїзді) в кожному раунді, крім фіналу (один матч). Жеребкування усіх раундів буде відбувається за наступним принципом:
1/8 фіналуВісім команд, що посіли перше місце в групі, були сіяні, вісім команд, що посіли друге місце в групі, були несіяні. Сіяні команди грали з несіяними; несіяні команди перший матч грали вдома, а сіяні грали вдома другий матч. Команда не може грати проти команди зі своєї групи або асоціації.
1/4 фіналуПоділ на сіяних і несіяних відсутній, команди з однієї групи чи асоціації можуть грати одна проти одної.

### Турнірна сітка
|  | 1/8 фіналу          | 1/8 фіналу      | 1/8 фіналу      | 1/8 фіналу      |                              |                | 1/4 фіналу     | 1/4 фіналу | 1/4 фіналу | 1/4 фіналу |  |  | 1/2 фіналу | 1/2 фіналу | 1/2 фіналу | 1/2 фіналу |  |  | Фінал | Фінал | Фінал | Фінал |
|  |                     |                 |                 |                 |                              |                |                |            |            |            |  |  |            |            |            |            |  |  |       |       |       |       |
|  |                     |                 |                 |                 |                              |                |                |            |            |            |  |  |            |            |            |            |  |  |       |       |       |       |
|  |                     |                 |                 |                 |                              |                |                |            |            |            |  |  |            |            |            |            |  |  |       |       |       |       |
|  | Тоттенгем Готспур   | 0               | 0               | 0               |                              |                |                |            |            |            |  |  |            |            |            |            |  |  |       |       |       |       |
|  | Тоттенгем Готспур   | 0               | 0               | 0               |                              |                |                |            |            |            |  |  |            |            |            |            |  |  |       |       |       |       |
|  | РБ Лейпциг          | 1               | 3               | 4               |                              |                |                |            |            |            |  |  |            |            |            |            |  |  |       |       |       |       |
|  | РБ Лейпциг          | 1               | 3               | 4               | РБ Лейпциг                   | РБ Лейпциг     | РБ Лейпциг     | 2          |            |            |  |  |            |            |            |            |  |  |       |       |       |       |
|  |                     |                 |                 |                 | РБ Лейпциг                   | РБ Лейпциг     | РБ Лейпциг     | 2          |            |            |  |  |            |            |            |            |  |  |       |       |       |       |
|  |                     | Атлетіко        | Атлетіко        | Атлетіко        | 1                            |                |                |            |            |            |  |  |            |            |            |            |  |  |       |       |       |       |
|  | Атлетіко (дч)       | Атлетіко        | Атлетіко        | Атлетіко        | 1                            | 1              | 3              | 4          |            |            |  |  |            |            |            |            |  |  |       |       |       |       |
|  | Атлетіко (дч)       |                 |                 |                 |                              | 1              | 3              | 4          |            |            |  |  |            |            |            |            |  |  |       |       |       |       |
|  | Ліверпуль           | 0               | 2               | 2               |                              |                |                |            |            |            |  |  |            |            |            |            |  |  |       |       |       |       |
|  | Ліверпуль           | 0               | 2               | 2               | РБ Лейпциг                   | РБ Лейпциг     | РБ Лейпциг     | 0          |            |            |  |  |            |            |            |            |  |  |       |       |       |       |
|  |                     |                 |                 |                 | РБ Лейпциг                   | РБ Лейпциг     | РБ Лейпциг     | 0          |            |            |  |  |            |            |            |            |  |  |       |       |       |       |
|  |                     | Парі Сен-Жермен | Парі Сен-Жермен | Парі Сен-Жермен | 1                            |                |                |            |            |            |  |  |            |            |            |            |  |  |       |       |       |       |
|  | Аталанта            | Парі Сен-Жермен | Парі Сен-Жермен | Парі Сен-Жермен | 1                            | 4              | 4              | 8          |            |            |  |  |            |            |            |            |  |  |       |       |       |       |
|  | Аталанта            |                 |                 |                 |                              | 4              | 4              | 8          |            |            |  |  |            |            |            |            |  |  |       |       |       |       |
|  | Валенсія            | 1               | 3               | 4               |                              |                |                |            |            |            |  |  |            |            |            |            |  |  |       |       |       |       |
|  | Валенсія            | 1               | 3               | 4               | Аталанта                     | Аталанта       | Аталанта       | 1          |            |            |  |  |            |            |            |            |  |  |       |       |       |       |
|  |                     |                 |                 |                 | Аталанта                     | Аталанта       | Аталанта       | 1          |            |            |  |  |            |            |            |            |  |  |       |       |       |       |
|  |                     | Парі Сен-Жермен | Парі Сен-Жермен | Парі Сен-Жермен | 2                            |                |                |            |            |            |  |  |            |            |            |            |  |  |       |       |       |       |
|  | Боруссія (Дортмунд) | Парі Сен-Жермен | Парі Сен-Жермен | Парі Сен-Жермен | 2                            | 2              | 0              | 2          |            |            |  |  |            |            |            |            |  |  |       |       |       |       |
|  | Боруссія (Дортмунд) |                 |                 |                 | 23 серпня – Лісабон (Да Луж) | 2              | 0              | 2          |            |            |  |  |            |            |            |            |  |  |       |       |       |       |
|  | Парі Сен-Жермен     | 1               | 2               | 3               |                              |                |                |            |            |            |  |  |            |            |            |            |  |  |       |       |       |       |
|  | Парі Сен-Жермен     | 1               | 2               | 3               | Баварія                      | Баварія        | Баварія        | 1          |            |            |  |  |            |            |            |            |  |  |       |       |       |       |
|  |                     |                 |                 |                 | Баварія                      | Баварія        | Баварія        | 1          |            |            |  |  |            |            |            |            |  |  |       |       |       |       |
|  |                     | Парі Сен-Жермен | Парі Сен-Жермен | Парі Сен-Жермен | 0                            |                |                |            |            |            |  |  |            |            |            |            |  |  |       |       |       |       |
|  | Реал Мадрид         | Парі Сен-Жермен | Парі Сен-Жермен | Парі Сен-Жермен | 0                            | 1              | 1              | 2          |            |            |  |  |            |            |            |            |  |  |       |       |       |       |
|  | Реал Мадрид         |                 |                 |                 |                              | 1              | 1              | 2          |            |            |  |  |            |            |            |            |  |  |       |       |       |       |
|  | Манчестер Сіті      | 2               | 2               | 4               |                              |                |                |            |            |            |  |  |            |            |            |            |  |  |       |       |       |       |
|  | Манчестер Сіті      | 2               | 2               | 4               | Манчестер Сіті               | Манчестер Сіті | Манчестер Сіті | 1          |            |            |  |  |            |            |            |            |  |  |       |       |       |       |
|  |                     |                 |                 |                 | Манчестер Сіті               | Манчестер Сіті | Манчестер Сіті | 1          |            |            |  |  |            |            |            |            |  |  |       |       |       |       |
|  |                     | Ліон            | Ліон            | Ліон            | 3                            |                |                |            |            |            |  |  |            |            |            |            |  |  |       |       |       |       |
|  | Ліон (ч)            | Ліон            | Ліон            | Ліон            | 3                            | 1              | 1              | 2          |            |            |  |  |            |            |            |            |  |  |       |       |       |       |
|  | Ліон (ч)            |                 |                 |                 |                              | 1              | 1              | 2          |            |            |  |  |            |            |            |            |  |  |       |       |       |       |
|  | Ювентус             | 0               | 2               | 2               |                              |                |                |            |            |            |  |  |            |            |            |            |  |  |       |       |       |       |
|  | Ювентус             | 0               | 2               | 2               | Ліон                         | Ліон           | Ліон           | 0          |            |            |  |  |            |            |            |            |  |  |       |       |       |       |
|  |                     |                 |                 |                 | Ліон                         | Ліон           | Ліон           | 0          |            |            |  |  |            |            |            |            |  |  |       |       |       |       |
|  |                     | Баварія         | Баварія         | Баварія         | 3                            |                |                |            |            |            |  |  |            |            |            |            |  |  |       |       |       |       |
|  | Наполі              | Баварія         | Баварія         | Баварія         | 3                            | 1              | 1              | 2          |            |            |  |  |            |            |            |            |  |  |       |       |       |       |
|  | Наполі              |                 |                 |                 |                              | 1              | 1              | 2          |            |            |  |  |            |            |            |            |  |  |       |       |       |       |
|  | Барселона           | 1               | 3               | 4               |                              |                |                |            |            |            |  |  |            |            |            |            |  |  |       |       |       |       |
|  | Барселона           | 1               | 3               | 4               | Барселона                    | Барселона      | Барселона      | 2          |            |            |  |  |            |            |            |            |  |  |       |       |       |       |
|  |                     |                 |                 |                 | Барселона                    | Барселона      | Барселона      | 2          |            |            |  |  |            |            |            |            |  |  |       |       |       |       |
|  |                     | Баварія         | Баварія         | Баварія         | 8                            |                |                |            |            |            |  |  |            |            |            |            |  |  |       |       |       |       |
|  | Челсі               | Баварія         | Баварія         | Баварія         | 8                            | 0              | 1              | 1          |            |            |  |  |            |            |            |            |  |  |       |       |       |       |
|  | Челсі               |                 |                 |                 |                              | 0              | 1              | 1          |            |            |  |  |            |            |            |            |  |  |       |       |       |       |
|  | Баварія             | 3               | 4               | 7               |                              |                |                |            |            |            |  |  |            |            |            |            |  |  |       |       |       |       |
|  | Баварія             | 3               | 4               | 7               |                              |                |                |            |            |            |  |  |            |            |            |            |  |  |       |       |       |       |

### 1/8 фіналу
Жеребкування відбулося 16 грудня 2019 року. Перші матчі відбулися як заплановано 18-19 та 25-26 лютого 2020 року. Матчі-відповіді відбулися лише ті, що заплановані на 10-11 березня 2020 року. Матчі-відповіді, що заплановані на 17-18 березня 2020 року, 13 березня 2020 року були відкладені УЄФА через побоювання з приводу пандемії COVID-19. 17 червня 2020 року УЄФА оголосив, що матчі-відповіді відбудуться 7–8 серпня 2020 року. 9 липня 2020 року УЄФА оголосив, що матчі-відповіді відбудуться на стадіонах команд-господарів, а не на нейтральних полях.
| Команда 1           | Заг.    | Команда 2       | 1-й матч | 2-й матч |
| ------------------- | ------- | --------------- | -------- | -------- |
| Боруссія (Дортмунд) | 2:3     | Парі Сен-Жермен | 2:1      | 0:2      |
| Реал Мадрид         | 2:4     | Манчестер Сіті  | 1:2      | 1:2      |
| Аталанта            | 8:4     | Валенсія        | 4:1      | 4:3      |
| Атлетіко            | 4:2     | Ліверпуль       | 1:0      | 3:2 (дч) |
| Челсі               | 1:7     | Баварія         | 0:3      | 1:4      |
| Ліон                | 2:2 (ч) | Ювентус         | 1:0      | 1:2      |
| Тоттенгем Готспур   | 0:4     | РБ Лейпциг      | 0:1      | 0:3      |
| Наполі              | 2:4     | Барселона       | 1:1      | 1:3      |

### 1/4 фіналу
Жеребкування відбулося 10 липня 2020 року. Матчі відбудуться 12-15 серпня 2020 року.
| Команда 1      | Рахунок | Команда 2       |
| -------------- | ------- | --------------- |
| Манчестер Сіті | 1:3     | Ліон            |
| РБ Лейпциг     | 2:1     | Атлетіко        |
| Барселона      | 2:8     | Баварія         |
| Аталанта       | 1:2     | Парі Сен-Жермен |

### 1/2 фіналу
Жеребкування відбулося 10 липня 2020 року. Матчі відбудуться 18-19 серпня 2020 року.
| Команда 1  | Рахунок | Команда 2       |
| ---------- | ------- | --------------- |
| Ліон       | 0:3     | Баварія         |
| РБ Лейпциг | 0:3     | Парі Сен-Жермен |

### Фінал
Фінал відбувся 23 серпня 2020 року на стадіоні «Да Луж» у Лісабоні.
| 23 серпня 2020 22:00 (20:00 WEST) |

| Парі Сен-Жермен | 0:1      | Баварія   |
| --------------- | -------- | --------- |
|                 | Протокол | Коман 59' |

| Да Луж, Лісабон Глядачів: 0 Арбітр: Даніеле Орсато (Італія) |

## Статистика
Статистика виключає матчі кваліфікаційних раундів.

### Найкращі бомбардири
| Місце | Футболіст            | Клуб                         | Голи | ХВ  |
| ----- | -------------------- | ---------------------------- | ---- | --- |
| 1     | Роберт Левандовський | Баварія                      | 15   | 887 |
| 2     | Ерлінг Браут Голанд  | Ред Булл Боруссія (Дортмунд) | 10   | 554 |
| 3     | Серж Гнабрі          | Баварія                      | 9    | 767 |
| 4     | Гаррі Кейн           | Тоттенгем Готспур            | 6    | 450 |
| 4     | Мемфіс Депай         | Ліон                         | 6    | 594 |
| 4     | Дріс Мертенс         | Наполі                       | 6    | 586 |
| 4     | Габріел Жезус        | Манчестер Сіті               | 6    | 590 |
| 4     | Рахім Стерлінг       | Манчестер Сіті               | 6    | 599 |

Джерело:

### Найкращі асистенти
| Місце | Футболіст            | Клуб            | Передачі | ХВ  |
| ----- | -------------------- | --------------- | -------- | --- |
| 1     | Анхель Ді Марія      | Парі Сен-Жермен | 6        | 750 |
| 1     | Роберт Левандовський | Баварія         | 6        | 887 |
| 3     | Хакім Зієш           | Аякс            | 5        | 499 |
| 3     | Кіліан Мбаппе        | Парі Сен-Жермен | 5        | 652 |
| 3     | Уссем Ауар           | Ліон            | 5        | 715 |

Джерело: